# Kvalifikacije za Kup Srbije i Crne Gore 2003./04.
18 članova Prve lige SR Jugoslavije 2002./03. izravno su se kvalificirala na Kup SCG 2003./04.
Ostalih 14 momčadi kvalificiralo se kroz lokalne kupove (4 mjesta za Vojvodinu, 7 za Središnju Srbiju, 2 za Crnu Goru i 1 za Kosovo).

## Vojvodina

### Pretkolo (28. svibnja 2003.)
- Radnički Sutjeska – Šajkaš Kovilj                  0:0 (3:4 pen.)
- Stari Vrbas Obilić Zmajevo – Radnički Nova Pazova  3:3 (4:2 pen.)
- Polet Rastina – AIK Bačka Topola                   3:0 par forfe
- Jedinstvo Stević Kačarevo – Njegoš Lovćenac        3:0 par forfe

### 1. kolo (10. lipnja 2003.)
- Cement Beočin – Stari Vrbas Obilić Zmajevo         2:2 (4:2 pen.)
- Srem S. Mitrovica – Crvenka                   3:0
- Bačka B. Palanka – Vrbas                            6:0
- Krivaja – Spartak Subotica                         0:4
- Palić – Budućnost Banatski Dvor                    1:2
- Sloga Temerin – Mladost Lukićevo                   0:1
- Brazdakop Inđija – Elan Srbobran                   1:2
- Kikinda – Šajkaš Kovilj                            0:4
- Tekstilac Odžaci – Mladost Apatin                  1:4
- Jedinstvo Stević Kačarevo – Veternik               5:0
- Glogonj – Proleter Zrenjanin                       2:1
- ČSK Čelarevo – Radnički Bajmak                     2:0
- Polet Rastina – Spartak Debeljača                  3:2
- Big Bull Bačinci – Novi Sad                        3:1
- Bečej – Dinamo Pančevo                             1:0
- Radnički Šid – Kabel Novi Sad                      4:4 (4:2 pen.)

### 2. kolo (3. rujna. 2003.)
- Šajkaš Kovilj – Bačka B. Palanka                    1:1 (4:3 pen.)
- Elan Srbobran – Spartak Subotica                   2:2 (6:5 pen.)
- Srem S. Mitrovica – Bečej                     3:1
- Mladost Lukićevo – Polet Rastina                   2:0
- Budućnost Banatski Dvor – Radnički Šid            10:0
- Cement Beočin – ČSK Čelarevo                       1:4
- Mladost Apatin – Big Bull Bačinci                  1:0
- Jedinstvo Stević Kačarevo – Glogonj                2:0

### 3. kolo (24. rujna 2003.)
- Srem S. Mitrovica – Mladost Lukićevo          1:1 (5:4 pen.)
- Šajkaš Kovilj – Mladost Apatin                     1:3
- Elan Srbobran – Budućnost Banatski Dvor            1:2
- ČSK Čelarevo – Jedinstvo Stević Kačarevo           0:0 (6:5 pen.)

Srem, Mladost Apatin, Budućnost BD i ČSK plasirali su se na Kup SCG 2003./04.

## Središnja Srbija

### 1. kolo (10. kolovoza 2003.)
- Car Konstantin Niš – Radnički Pirot                1:1 (7:6 pen.)
- Timok Zaječar – OFK Niš                            3:2
- Žitorađa – Napredak Kruševac                       0:4
- BSK Bujanovac – Dubočica Leskovac                  1:2
- Mladenovac – Mladi Radnik Požarevac                2:5
- Jedinstvo Ub – Mačva Šabac                         4:1
- Radnički Klupci – Loznica                          2:1
- Budućnost Valjevo – Metalac Gornji Milanovac       2:0
- Mladost Lučani – Bane Raška                        1:2
- Radnički Kragujevac – Šumadija 1903 Kragujevac     0:1
- Remont Čačak – Borac Čačak                         0:4
- Dorćol Beograd – Hajduk Beograd                    0:1
- Budućnost Dobanovci – Srem Jakovo                  1:2
- Radnički Beograd  – FK Beograd                     5:1

### 2. kolo (3. rujna 2003.)
- Borac Čačak – Bane Raška                           2:0
- Šumadija 1903 Kragujevac – Budućnost Valjevo       1:0
- Mladi Radnik Požarevac – Radnički Beograd          0:1
- Hajduk Beograd  – Srem Jakovo                      5:1
- Radnički Klupci – Jedinstvo Ub                     1:1 (5:6 pen.)
- Dubočica Leskovac – Car Konstantin Niš             1:1 (2:4 pen.)
- Napredak Kruševac – Timok Zaječar                  2:0

Borac Čačak, Šumadija 1903, Radnički Beograd, Hajduk, Jedisntvo Ub, Car Konstantin i Napredak kvalificirali su se na Kup SCG 2003./04.

## Crna Gora

### Osmina finala
- Bratstvo Cijevna – Budućnost Podgorica             1:1 (4:3 pen.)
- Kom Podgorica – Lovćen Cetinje                     3:1
- Čelik Nikšić – Jedinstvo Bijelo Polje              2:3
- Grbalj Radanovići – Petrovac                       1:1 (1:3 pen.)
- Mornar Bar – Berane                                2:0
- Zabjelo Podgorica – Mladost 069 Podgorica          0:4
- Zora Spuž – Cetinje                                2:1
- Jezero Plav – Ibar Rožaje                          3:0 par forfe

### Četvrtfinale (23. veljače 2003.)
- Jedinstvo Bijelo Polje – Mornar Bar                3:1
- Mladost 069 Podgorica – Zora Spuž                  2:0
- Bratstvo Cijevna – Kom Podgorica                   0:3
- Petrovac – Jezero Plav                             4:0

### Polufinale (23. travnja 2003.)
- Kom Podgorica – Petrovac                           2:0
- Mladost Podgorica – Jedinstvo Bijelo Polje         3:2

### Finale (22. svibnja 2003.)
- Kom Podgorica – Mladost Podgorica                  1:2

Dva finalista (Kom i Mladost) plasirala su se na Kup SCG 2003./04.

## Kosovo
Trepča se kvalificirala za Kup SCG 2003./04.

## Poveznice
- Kup Srbije i Crne Gore u nogometu 2003./04.

## Vanjske poveznice
- rsssf.org
- SISTEM TAKMIČENJA 2000.-2006.